# Shaka Dee
Shaka Dee este un cântăreț din Trinidad și Tobago. Înainte de a începe cariera muzicală, el a jucat fotbal în țara lui natală. A cântat în deschiderea unui concert din 2002 a lui Petey Pablo, iar în 2005 el a colaborat cu Kat DeLuna și Jay Millz pentru piesa lui de debut, „Dale Duro”, ce a avut succes în Europa și Japonia. Shaka Dee a mai apărut și pe albumul artistei cu origini dominicane, 9 Lives.